# Стівен Амелл
Сті́вен А́дам А́мелл (англ. Stephen Adam Amell; 8 травня 1981 Торонто, Онтаріо) — канадсько-американський актор. Він став відомим, виконавши головну роль Олівера Квіна в супергеройському серіалі CW «Стріла», заснованому на «DC Comics». Амелл також з'являвся в наступних телесеріалах франшизи «Всесвіті Стріли», а також повторював свою роль у різних відеоіграх. Після завершення «Стріли» Амелл отримала головну роль Джека Спейда в драматичному серіалі Starz «Хіли».
Довічний фанат професійної боротьби, Амелл виступав у WWE у 2015 році та Ring of Honor у 2017 році. Він приєднався до стабільного клубу Bullet Club, а пізніше — у The Elite.

## Біографія

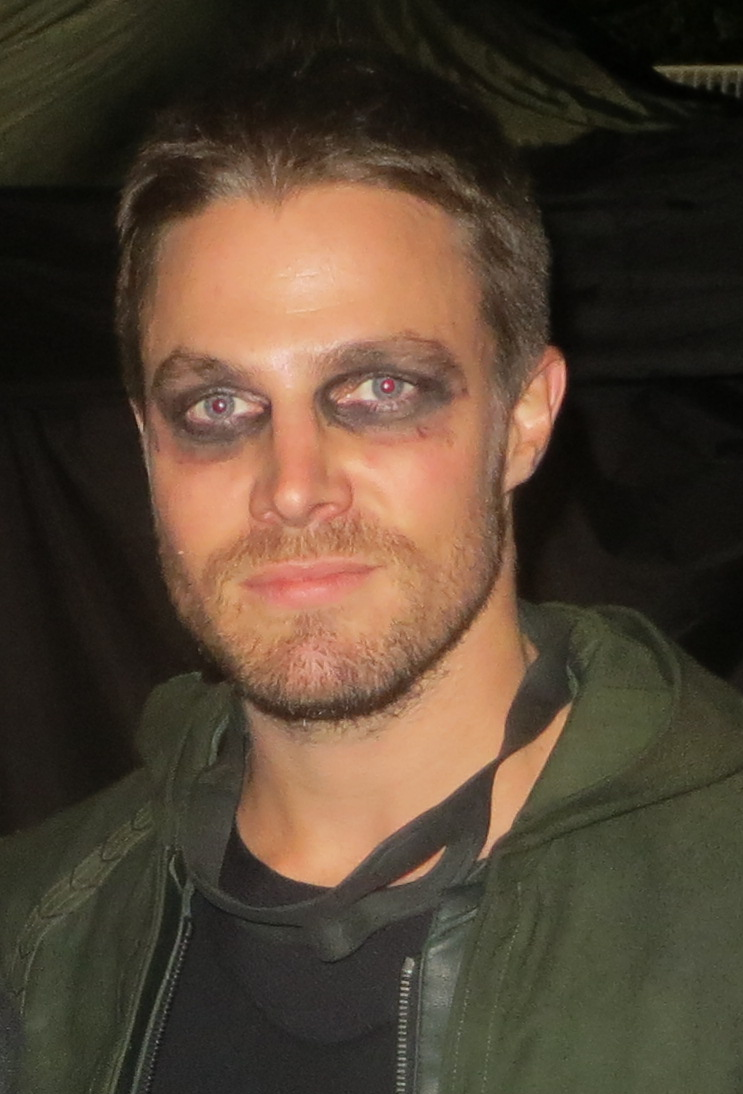
Амелл на зйомках «Стріла» у вересні 2014 року

Стівен Амелл народився 8 травня 1981 року в Торонто, Онтаріо. Навчався в «Коледжі Святого Ендрю» — приватній школі для хлопчиків, розташованої в місті Аврора, Онтаріо.
Широка популярність прийшла до актора після зйомок в серіалі «Кав'ярня» та драмі «Замикаючи коло» з Мішею Бартон та Ширлі Маклейн в головних ролях. Крім того, він зіграв Адама в першому сезоні шоу «Бухта Данте», але у другому сезоні був замінений Джоном Флемінгом.
Амелл знявся в гостьових епізодах, у багатьох популярних телесеріалах: «Близькі друзі» (тренер вело-пробігу — в титрах вказаний як Стів Амелл), «Жеребець» (жиголо Джейсон, більш молодий конкурент персонажа Томаса Джейна), «90210: Нове покоління» (вважався зниклим безвісти рибалкою Джимом, друг героя Метта Лантера), «Новенька» (з Зої Дешанель та Максом Грінфілдом), «Приватна практика» (персонажа Скотті).
Амелл був у постійному складі шоу «Маленька перукарня», «Рідні землі», «Щоденники вампіра» (перевертень Брейді у другому сезоні), а також знявся в телевізійному фільмі каналу Lifetime під назвою «Правосуддя Наталі Холловей», прем'єра якого відбулася в травні 2011 року.
У січні 2012 року стало відомо, що Амелл отримав головну роль в пілоті каналу The CW, «Стріла» про пригоди популярного персонажа коміксів Олівера Квінна, на прізвисько «Зелена стріла», раніше з'являвся в серіалі «Таємниці Смолвіля» того ж каналу — в цьому шоу роль виконав Джастін Хартлі.

## Фільмографія
| Рік       |    | Українська назва                    | Оригінальна назва                                | Роль                      |
| --------- | -- | ----------------------------------- | ------------------------------------------------ | ------------------------- |
| 2004      | с  | Близькі друзі                       | Queer as Folk                                    | Інструктор                |
| 2004      | с  | Деграссі: Наступне покоління        | Degrassi: The Next Generation                    | Швейцар                   |
| 2005      | с  | Зниклий безвісти                    | Missing                                          | Ієн Гаррінгтон            |
| 2005      | с  | Тільт                               | Tilt                                             | Вілл                      |
| 2005      | с  | Красиві люди                        | Beautiful People                                 | Джейсон                   |
| 2005      | с  | Бухта Данте                         | Dante's Cove                                     | Адам                      |
| 2006      | тф | Будинок по сусідству                | The House Next Door                              | Бадді Гаррельсон          |
| 2006—2008 | с  | Оренда воротаря                     | Rent-a-Goalie                                    | Біллі                     |
| 2007      | ф  | Шматочки Трейсі                     | The Tracey Fragments                             | Детектив                  |
| 2007      | с  | Регенезис                           | ReGenesis                                        | Крейг                     |
| 2007—2009 | с  | Вигин мого волосся                  | Da Kink in My Hair                               | Меттью                    |
| 2007      | ф  | Замикаючи коло                      | Closing the Ring                                 | Тедді Гордон              |
| 2007—2012 | с  | Хартленд                            | Heartland                                        | Нік Гарвелл               |
| 2009      | ф  | Крикуни 2: Полювання                | Screamers: The Hunting                           | Гай                       |
| 2009      | с  | Гаряча точка                        | Flashpoint                                       | Пітер Гендерсон           |
| 2010      | с  | Штат Блакитна Гора                  | Blue Mountain State                              | Тревіс Маккенна           |
| 2010      | с  | C.S.I.: Місце злочину Маямі         | CSI: Miami                                       | Пітер Труїтт              |
| 2010      | с  | Морська поліція: Лос-Анджелес       | NCIS: Los Angeles                                | Ендрю Вівер               |
| 2010      | ф  | Передовий край: вогонь і лід        | The Cutting Edge: Fire and Ice                   | Філліп                    |
| 2011      | кф | Залишайся зі мною                   | Stay with Me                                     | Тревіс                    |
| 2011      | с  | Щоденники вампіра                   | The Vampire Diaries                              | Бреді                     |
| 2011      | с  | CSI: Місце злочину                  | CSI: Crime Scene Investigation                   | Ей Джей Гаст              |
| 2011      | тф | Справедливість для Наталі Холловей  | Justice for Natalee Holloway                     | Йоран ван дер Слот        |
| 2011      | с  | Жеребець                            | Hung                                             | Джейсон                   |
| 2011      | с  | 90210: Нове покоління               | 90210                                            | Джим                      |
| 2011—2012 | с  | Новенька                            | New Girl                                         | Кайл                      |
| 2012      | с  | Приватна практика                   | Private Practice                                 | Скотт Бейкер              |
| 2012—2020 | с  | Стріла                              | Arrow                                            | Олівер Квін/Зелена стріла |
| 2013      | тф | Коли кличе серце                    | When Calls the Heart                             | Вінн Делейні              |
| 2014—2023 | с  | Флеш                                | The Flash                                        | Олівер Квін/Зелена стріла |
| 2016      | кф | Код 8                               | Code 8                                           | Оператор дрона            |
| 2016—2020 | с  | Легенди завтрашнього дня            | Legends of Tomorrow                              | Олівер Квін/Зелена стріла |
| 2016      | ф  | Підлітки-мутанти черепашки-ніндзя 2 | Teenage Mutant Ninja Turtles: Out of the Shadows | Кейсі Джонс               |
| 2017—2019 | с  | Супердівчина                        | Supergirl                                        | Олівер Квін/Зелена стріла |
| 2018      | кф | Мій Мадре, мій батько               | Mi Madre, My Father                              | Хал Нельсон               |
| 2019      | ф  | Код 8                               | Code 8                                           | Гаррет Келтон             |
| 2019      | с  | Бетвумен                            | Batwoman                                         | Олівер Квін/Зелена стріла |
| 2021—2023 | с  | Хіли                                | Heels                                            | Джек Спейд                |
| 2024      | ф  | Лиха Джейн                          | Calamity Jane                                    | Білл Хікок                |
| 2024      | ф  | Код 8: Частина II                   | Code 8: Part II                                  | Гаррет Келтон             |
| 2025      | с  | Форс-мажори: Лос Анджелес           | Suits: L.A.                                      | Тед Блек                  |